# Temple de Garni
Le Temple de Garni (arménien : Գառնու տաճար, Gaṙnu tačar ) est le seul temple grec hellénistique subsistant en Arménie. C'est un temple ionique, païen situé dans le village de Garni. C'est le symbole le plus connu de l'Arménie préchrétienne.
La première structure de l'édifice a probablement été construite par le roi Tiridate Ier d'Arménie au premier siècle de notre ère. Il est souvent présenté comme dédié au dieu soleil Mithra, mais cela est incertain. Après la conversion de l'Arménie au christianisme au début du IVe siècle, il devient la résidence d'été royale de Khosrovidukht, la sœur de Tiridate III d'Arménie. Selon certains historiens, il ne s'agit pas d'un temple mais d'un tombeau et c'est pourquoi il a survécu à la destruction générale des anciens édifices païens. Lors du tremblement de terre de 1679 en Arménie, le temple s'est effondré. Le regain d'intérêt au XIXe siècle a conduit à organiser des fouilles au début du XXe siècle en vue de sa reconstruction. Dans les années 1969-1975, il a été reconstruit en utilisant la méthode de l'anastylose.

## Localisation
Le temple se trouve au bord d'une falaise, en forme de triangle, qui surplombe la rivière Azat de deux côtés et les monts Gegham. Il fait partie de la forteresse de Garni, l'une des plus anciennes d'Arménie. Elle protégeait les grandes villes de la plaine de l'Ararat dont la défense était stratégique. L'ensemble du site situé sur le territoire du village de Garni, marz de Kotayk, comprenait :
- le temple et les thermes romains avec un sol en mosaïque qui a été préservé sur une petite surface avec une inscription en grec[5],
- un palais royal d'été,
- une église de Saint Sion du VIIe siècle,
- des éléments divers dont des khatchkars médiévaux[6].
- un puissant mur muni de quatorze tours.

## Histoire

### Édification
La forteresse de Garni est mentionnée par Tacite à propos d'évènements en Arménie datant de la première moitié du Ier siècle de notre ère. Le références ultérieures sont celles des historiens arméniens du Ve siècle Fauste de Byzance, Yéghichê et Moïse de Khorène.
Le temple a été construit par le roi Tiridate Ier d'Arménie (66-88) en l'an 76 (ou 77) apr. J.-C. comme en témoigne l'inscription en grec trouvée sur place sur un bloc de basalte de 165 cm de long, 50 cm de haut et 79-80 cm d'épaisseur ; les lettres ayant une taille d'environ 5 x 5,5 cm. Elle a été découverte en 1945 par l'artiste Martiros Saryan , :
Tiridates est désigné comme fondateur du temple par les historiens,. Une traduction de l'inscription sur la pierre telle qu'elle se trouve près du temple encore aujourd'hui, est due à Ashot G. Abrahamian, une autre est due à James R. Russell. Une traduction alternatives est due à Poghos Ananian et est citée par Vrej Nersessian. L'essentiel consiste en la mention du dieu auquel il est dédié, le nom du bâtisseur, la date de construction par rapport à celle du début de son règne.

«Hélios! Trdat le Grand, souverain du Royaume d'Arménie (Μεγαλη Αρμενια), lorsqu'il construisit … (et) cette forteresse imprenable durant la onzième année de son règne…»

| Image | Texte en grec ancien | Traduction | Traduction alternative |
| ----- | --- | --- | --- |
|       | Ἣλιος Τιριδάτης [ὁ μέγας] μεγάλης Ἀρμενίας ἄνα[κτος] ὡς δεσπότης. Αἴκτισε ναΐ[διον] βασιλίσ[σ]α τὸν ἀνίκητον κασ[ιν ἐνι] αιτούς. Αι. Τῆς βασιλεί[ας αὐτου] με[γαλείας]. Ὑπὸ ἐξουσίᾳ στεγάν[ου] λίτουργος τῷ μεγάλῳ σπ[ῆι εὔχεσθε] μετὰ ματήμι καὶ εὐχαρ[ιστίαν εὐχήν] τοῦ μαρτυρίου. | Le Soleil Tiridatēs de la Grande Arménie, seigneur despote, a construit un temple pour la reine ; l'invincible… dans la onzième année de son règne. …Sous la protection… que le prêtre à la grande grotte (?) dans le mensonge (?) du témoin et remerciements | Le Dieu Soleil Tiridates, roi incontesté de la Grande Arménie a construit le temple et une forteresse imprenable dans la onzième année de son règne quand Mennieay était [sénéchal] et Amateay [commandant]. |

Moïse de Khorène mentionne cette inscription, et l'attribue à Tiridate IV d'Arménie (286—330 apr. J.-C.) qui a reconstruit la forteresse. Celle-ci est l'un des témoignages les plus brillants de la culture arménienne séculaire préchrétienne. Sa construction a débuté au IIe siècle de notre ère et se poursuivit durant la période antique et en partie jusqu'au Moyen Âge. Les constructeurs arméniens ont réussi à rendre cette forteresse imprenable. Elle a protégé les habitants des invasions étrangères pendant plus de 1000 ans.
Les rois arméniens aimaient beaucoup cet endroit, non seulement du fait de son inaccessibilité, mais aussi du fait de son climat agréable. Si bien qu'ils l'ont transformé en résidence d'été. La forteresse se trouve à 28 kilomètres de la capitale de l'Arménie Erevan. Sur le plan stratégique, le choix de l'emplacement était très bien choisi. Selon les inscriptions en écriture cunéiformes du royaume d'Urartu l'emplacement aurait été conquis dans la première moitié du VIIIe siècle par le roi Argishti Ier. Après quoi, celui-ci rassembla la population active de Garni et se dirigea vers l'actuelle Erevan où il construisit la forteresse d'Erebouni, qui devint plus tard Erevan.
La forteresse était entourée d'un mur d'enceinte et de quatorze tours distantes de 25 à 32 mètres les unes des autres, là où les conditions naturelles la rendaient inaccessible et de 10 à 13.5 mètres là où elle était accessible sans grandes entraves. Ces tours avaient une forme rectangulaire et dataient de l'époque du royaume d'Urartu.
Les murs et les tours de la forteresse sont construits à partir de gros blocs de basalte trouvés sur place, reliés sans mortier mais renforcés par des supports en fer et des coins de jonction en plomb. Les murs ont un épaisseur de 2,07 mètres à 2,12 mètres et une longueur de 314,28 mètres sur l'ensemble du périmètre de la forteresse. La hauteur des murs était de 6-7 mètres. Il n'était possible de rentrer dans l'enceinte avec un char que par une seule porte large. Le nombre d'hommes de troupes qu'elle pouvait contenir était très important.

## Complexe architectural

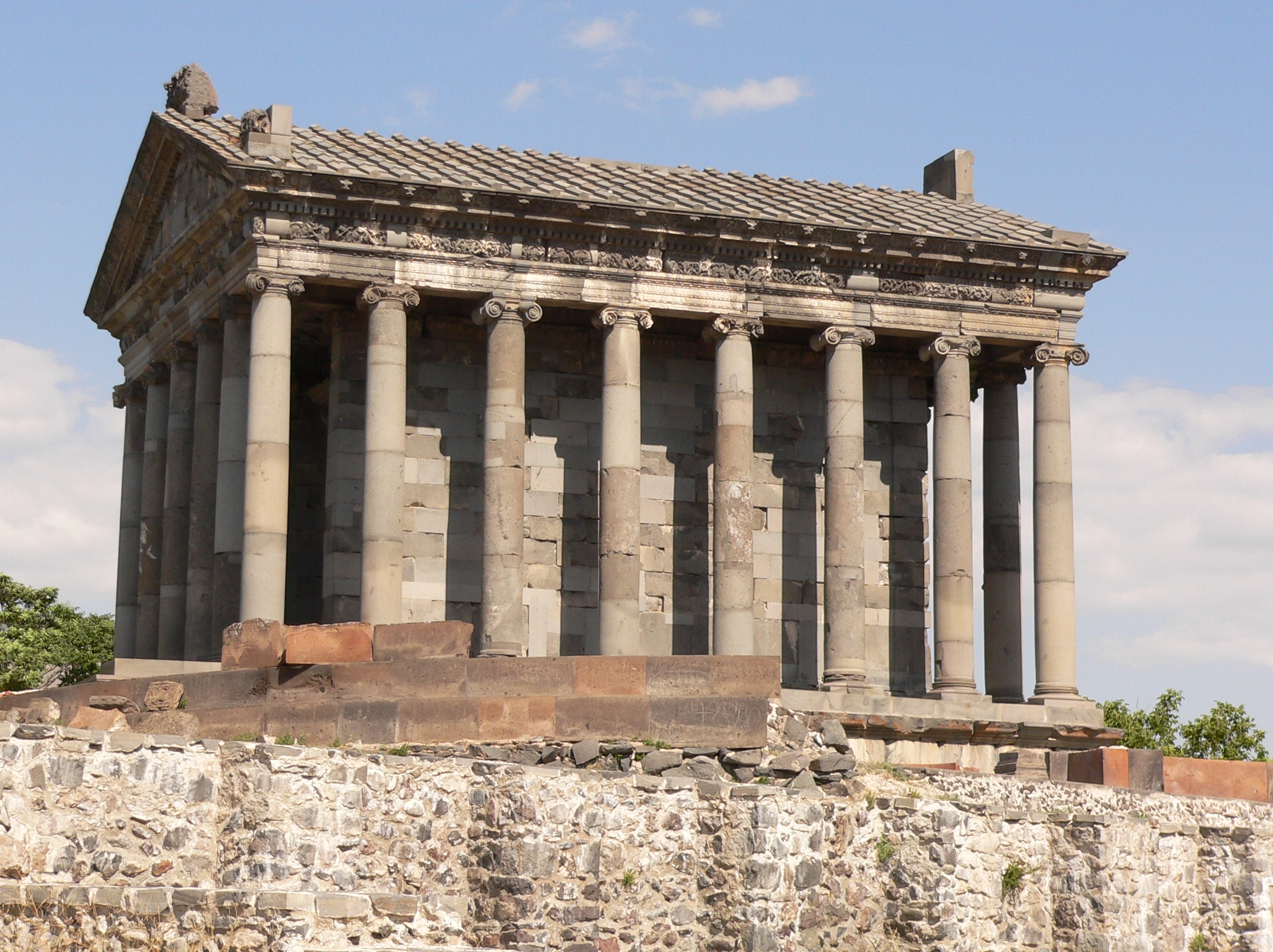
Temple de Garni

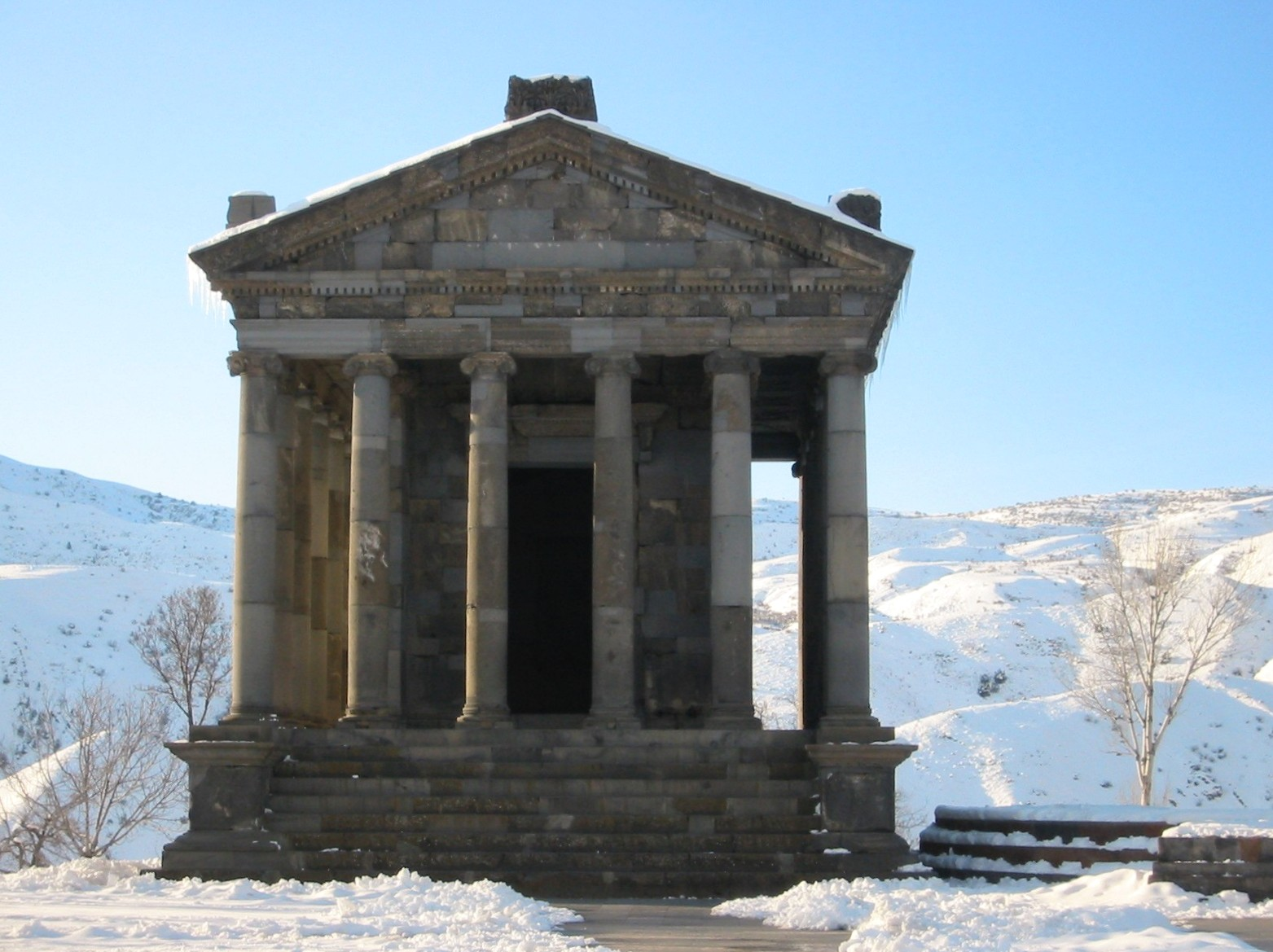
Garni en mars 2005

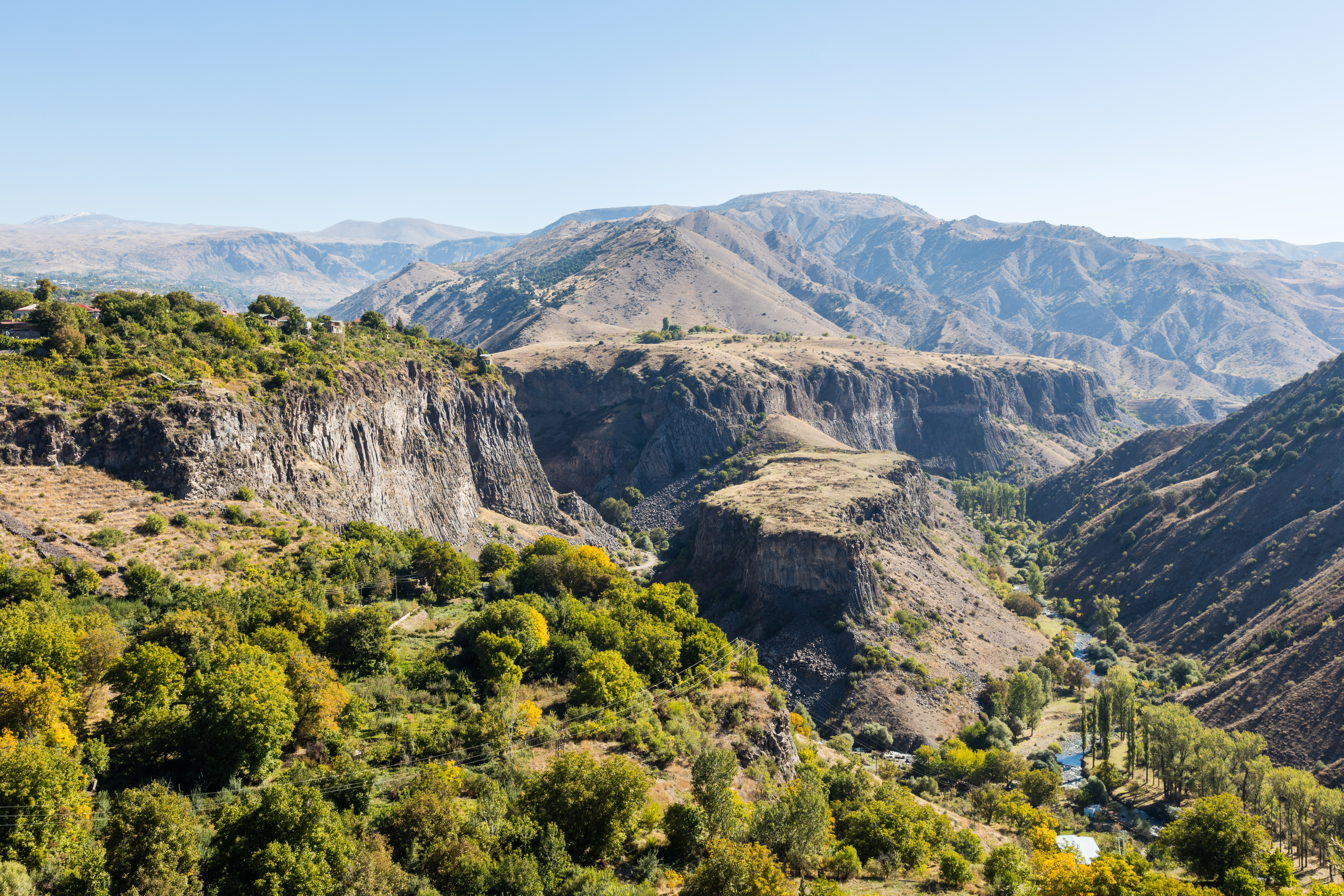
Vue depuis les marches du temple

Le temple est construit en blocs de basalte lisses. Certains de ceux-ci ont environ deux mètres de long et sont renforcés par des agrafes en fer. Le style architectural est hellénistique. Sur toute la largeur de la façade s'étendent neuf marches massives d'une hauteur de 30 centimètres formant la partie avant du stylobate qui donne à l'édifice grandeur et solennité. Sur les autres côtés, les marches sont réduites à deux. Les pylônes du côté de l'escalier sont décorés de reliefs. Ils représentent Atlas, le Titan mythologique, les mains levées pour soutenir le temple tout entier. Le temple est de type périptère. Le plan est formé d'une salle rectangulaire, le naos disposant d'un portique extérieur, entouré de 24 colonnes sur l'ensemble des façades, six en façade avant et arrière et huit sur les côtés si l'on compte celles des angles deux fois. La décoration échappe à l'uniformité des structures gréco-romaines du fait de la diversité décorative inhérente à l'art local. L'ornementation avec ses rangées de feuilles d'acanthe introduit aussi des motifs arméniens tels que : grenades, raisins, feuilles de noisetier, fleurs, têtes d'animaux. La sculpture dans le basalte réalisé par les maîtres arméniens témoigne d'un travail de grande qualité. Le sanctuaire rectangulaire est recouvert d'une voûte, l'entrée est garnie d'un chambranle décoré. Les dimensions sont petites. Un autel est placé au fond de ce naos.
Dans ce sanctuaire n'était exposée qu'une seule statue de la divinité. Il était destiné au roi et à sa famille uniquement.

## Destruction et reconstruction
Conséquence d'un fort tremblement de terre en 1679, le temple est presque entièrement détruit. Il est restauré entre 1966 et 1976. Les vestiges de l'ancien palais royal et de la forteresse ont été conservés près du temple ainsi que le bâtiment des bains qui date du IIIe siècle. Le palais était situé au sud de la forteresse, loin de l'entrée. Au nord se tenaient les troupes du roi et le personnel de service qui disposaient d'un bâtiment à deux niveaux. À l'ouest du temple, au bord de la falaise, se trouvait la salle principale. Ils ont aujourd'hui disparu. Les traces de stuc rose et de peinture rouge rappellent la riche décoration des appartements résidentiels et officiels du palais. Le bâtiment du bain comprenait au moins cinq pièces réservées à divers usages, dont quatre se terminaient par des absides. Les sols sont décorés de mosaïque de style hellénistique.
Au XIXe siècle, les ruines du temple ont attiré de nombreux voyageurs scientifiques tels que Jean Chardin, James Morier, Robert Ker Porter, Frédéric DuBois de Montperreux. Ce dernier a essayé en 1834 d'établir un projet de reconstruction du temple. À la fin du XIXe siècle, l'idée apparaît de transporter toutes les parties du temple détruit à Tiflis au centre de la Vice-royauté du Caucase et de le reconstruire devant le palais du gouverneur du tsar. Heureusement, l'idée a échoué en raison du manque de moyens de transport appropriés.
Au début du XXe siècle sont menées des recherches archéologiques pour découvrir les mesures précises du temple par une équipe sous la direction de Nicolas Marr.
Au début des années 1930 l'architecte en chef d'Erevan Nikolaï Bouniatian effectue des recherches en vue de pouvoir reconstruire le temple dans son aspect primitif. La question a également fait l'objet d'études de la part de l'académicien Joseph Orbeli.
Au milieu des années 1960, les travaux de reconstructions sont confiés à l'architecte Alexander Sahinian (en). Le 10 décembre 1968, le gouvernement arménien soviétique approuve le plan de reconstruction. Après quelques années de travail l'édifice est entièrement reconstruit. Les travaux sont terminés en 1976, 300 ans après la destruction par le tremblement de terre le temple était reconstruit par la technique de l'anastylose en utilisant pour les pierres manquantes de nouvelles de couleur autre facilement reconnaissables.

## XXIesiècle
Le temple est devenu le centre du néopaganisme arménien. Chaque année s'y déroule la Vartavar, la fête arménienne de l'eau[réf. nécessaire].

## UNESCO
Le 28 avril 2011 le temple s'est vu attribuer, comme complexe historique et culturel, le prix Mélina Mercouri de l'Unesco-Grèce 2011. Ce prix récompense les mesures prises pour préserver des vestiges culturels et les efforts pour ouvrir le site aux visiteurs nationaux et internationaux.

## Galerie

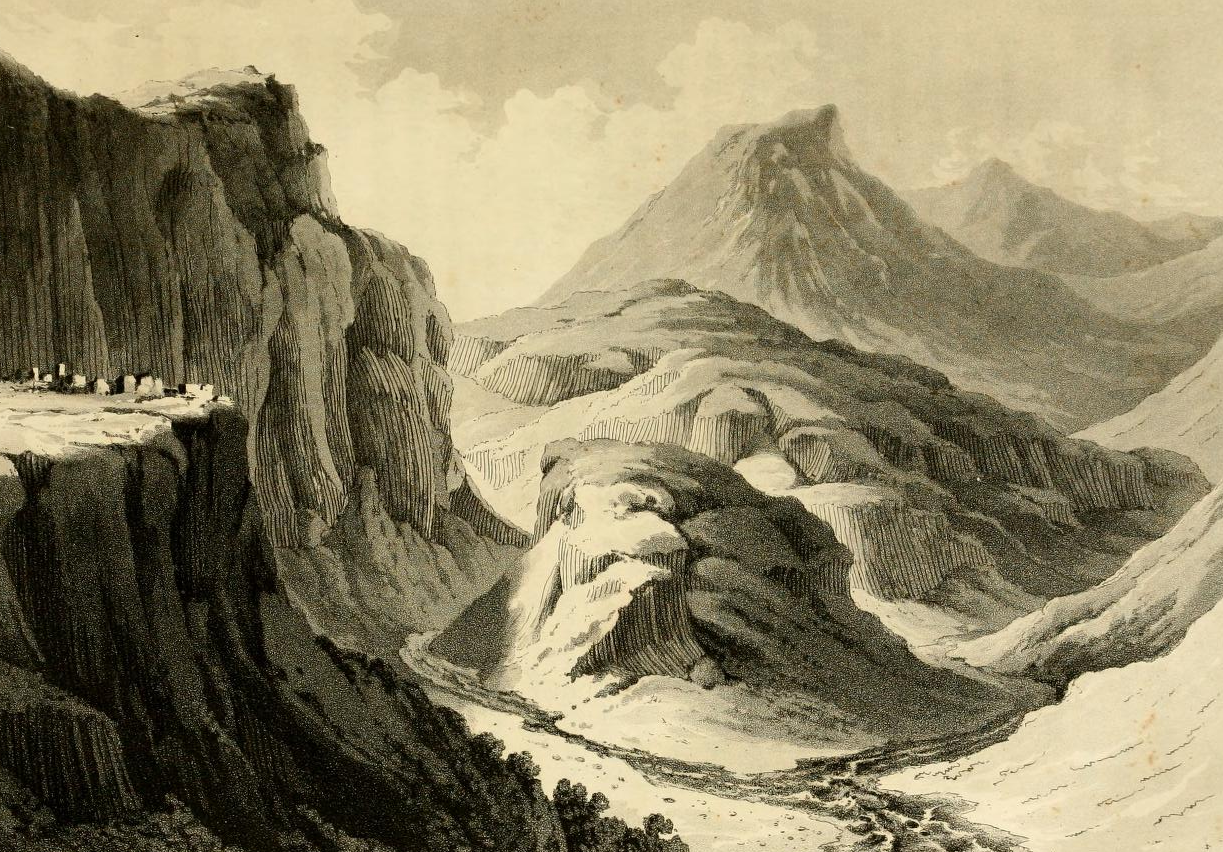
Рисунок Robert Ker Porter défilé de Garni représenté en 1821[21]. Les ruines du temple sont visible sur le promontoire gauche[22].
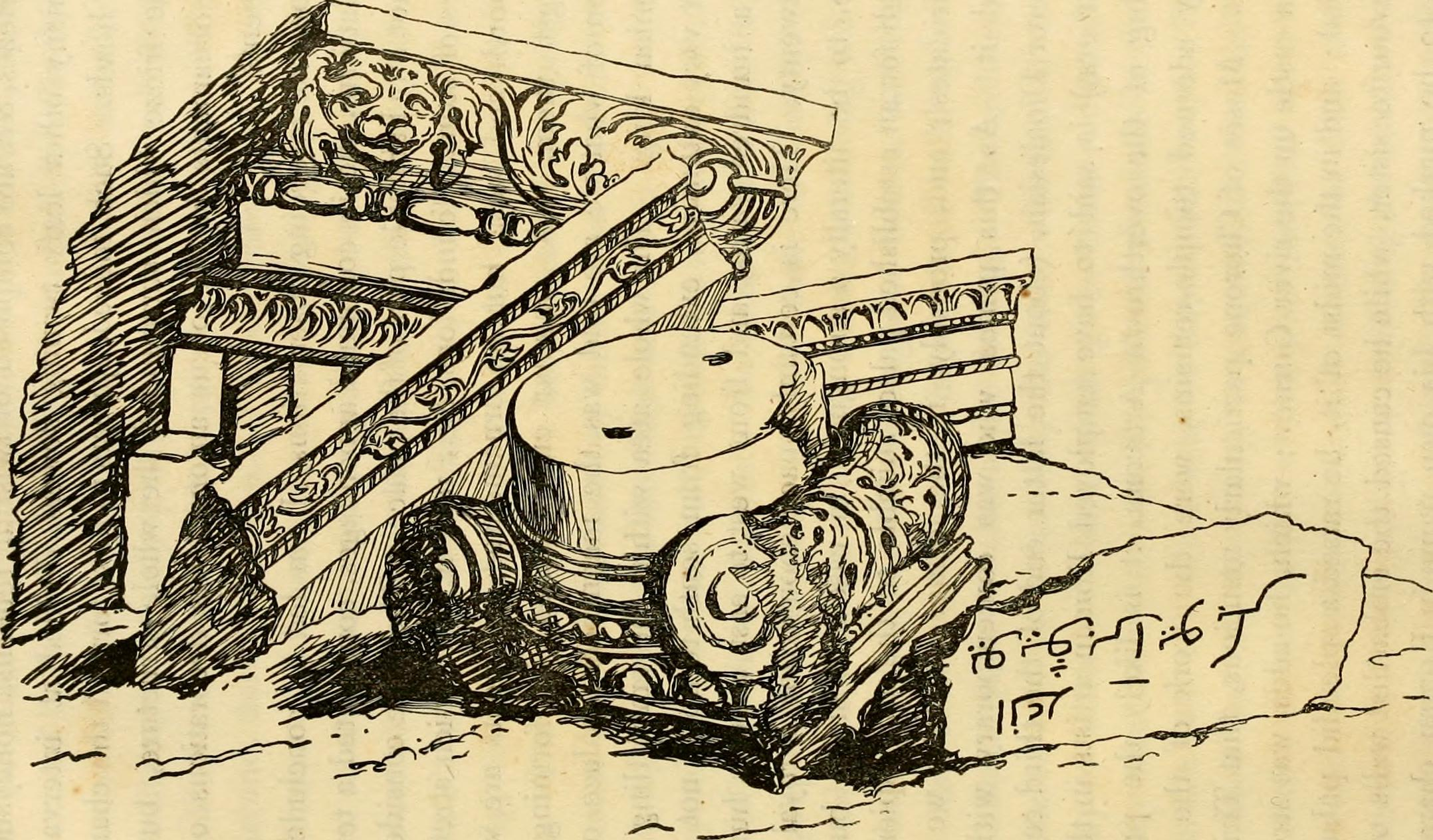
Dessin des ruines du temple par Ker Porter[23].
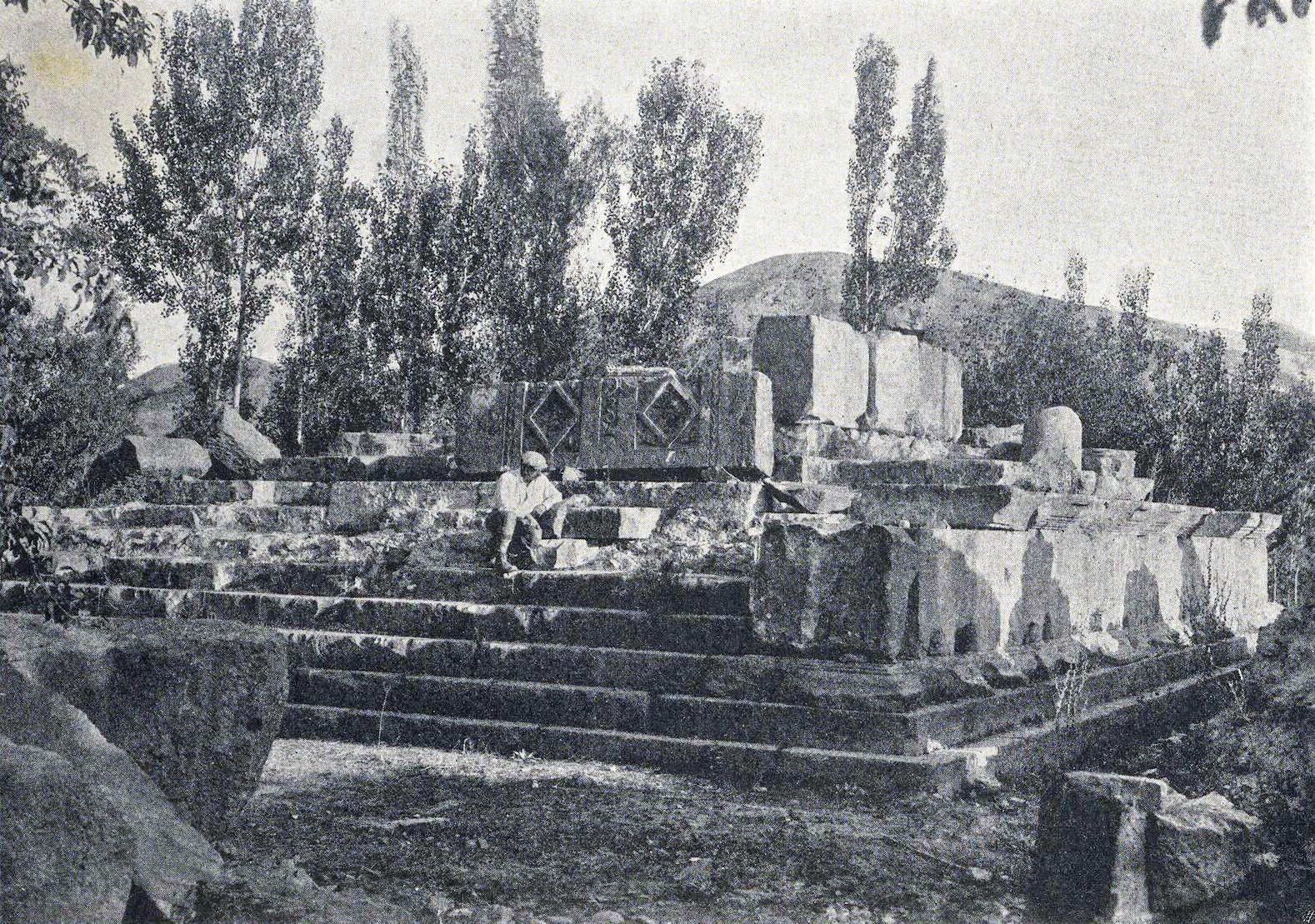
Ruines du temple au début du XXe siècle (1918)[24],[25].
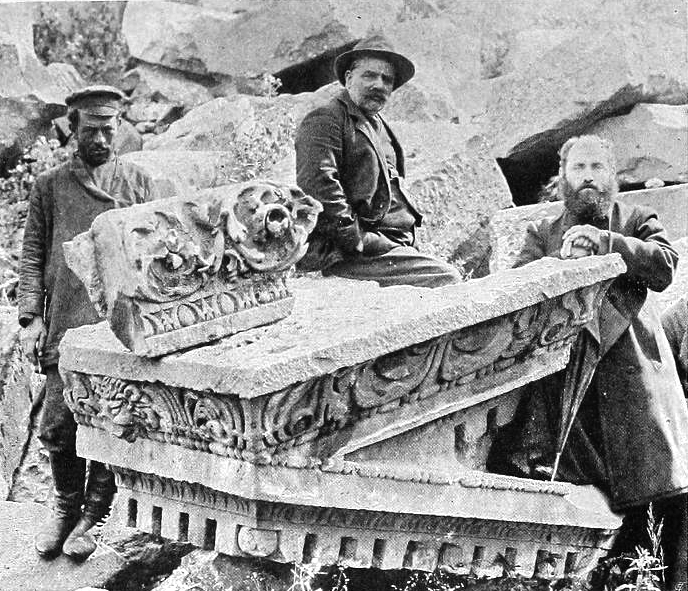
Toros Toromanian, archéologue représenté assis sur le côté du pignon[26].

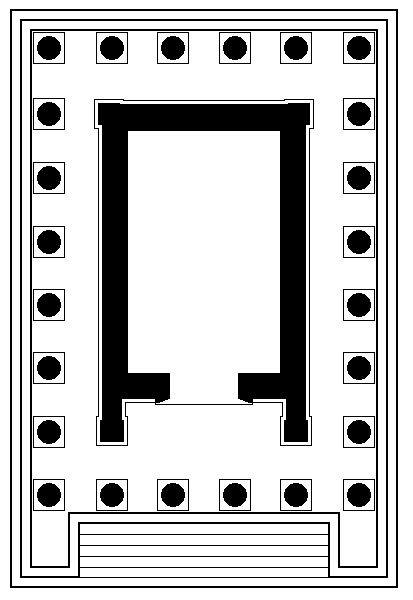
Plan des fondations
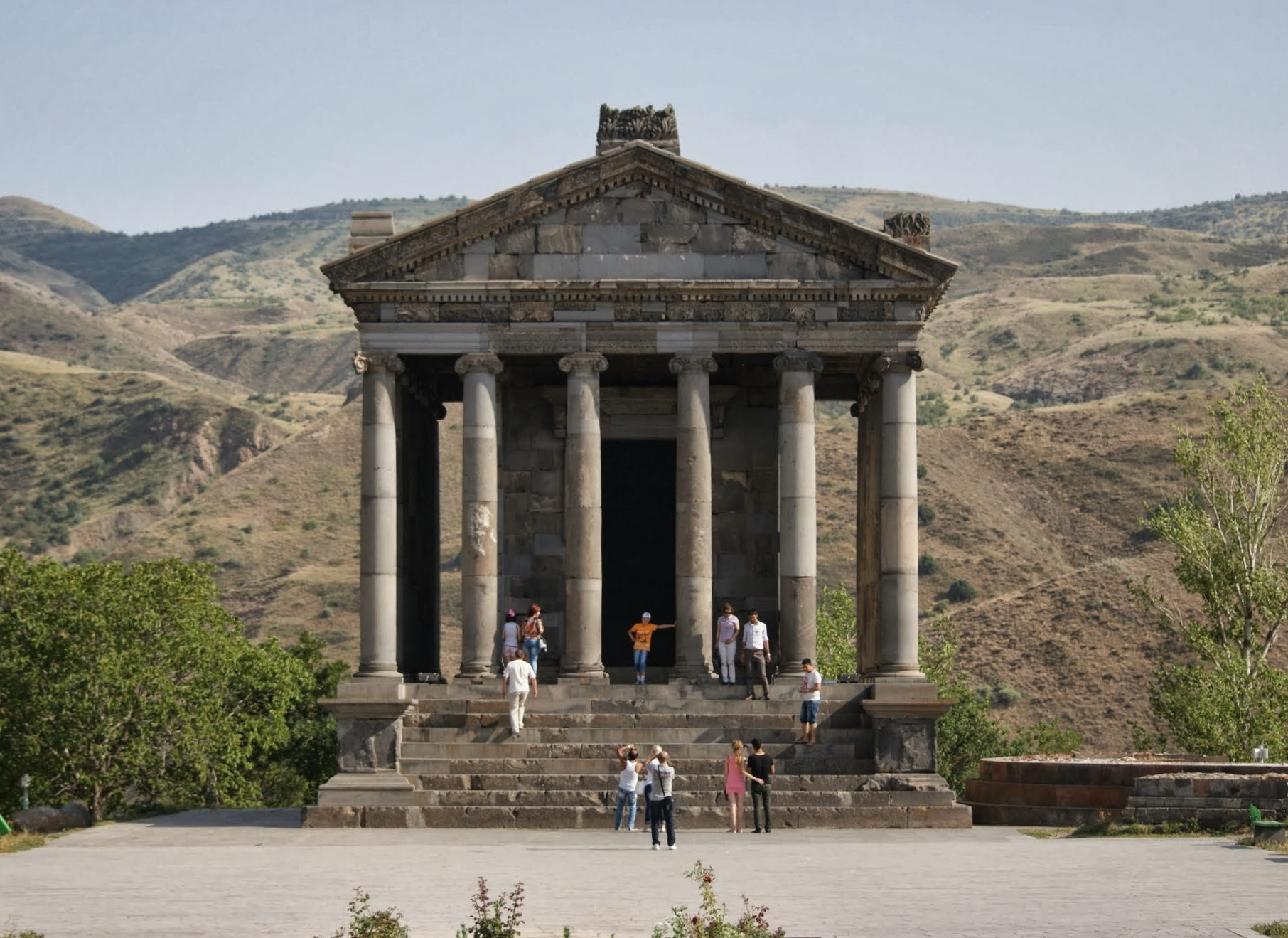
Plan avant
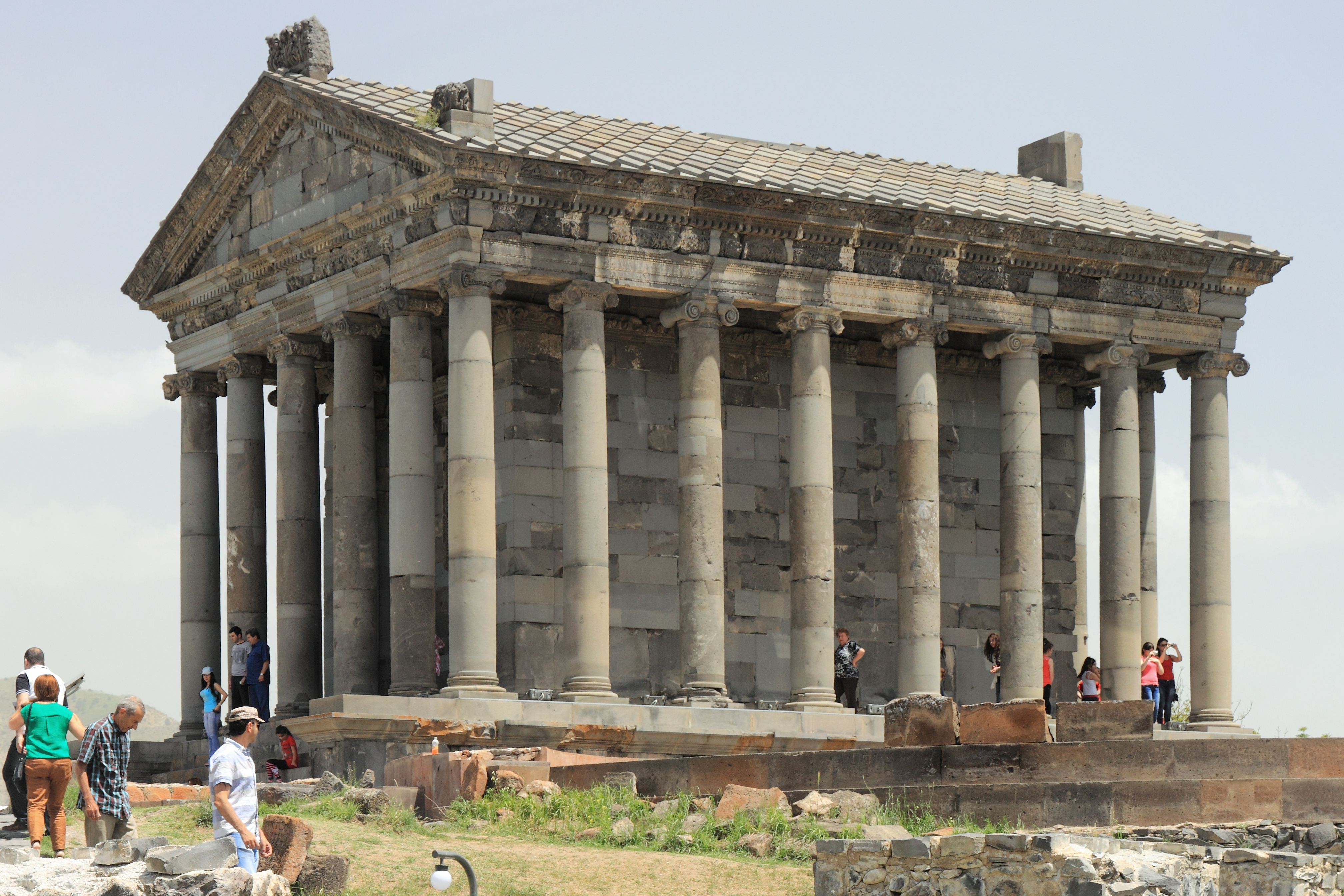
Vue de côté
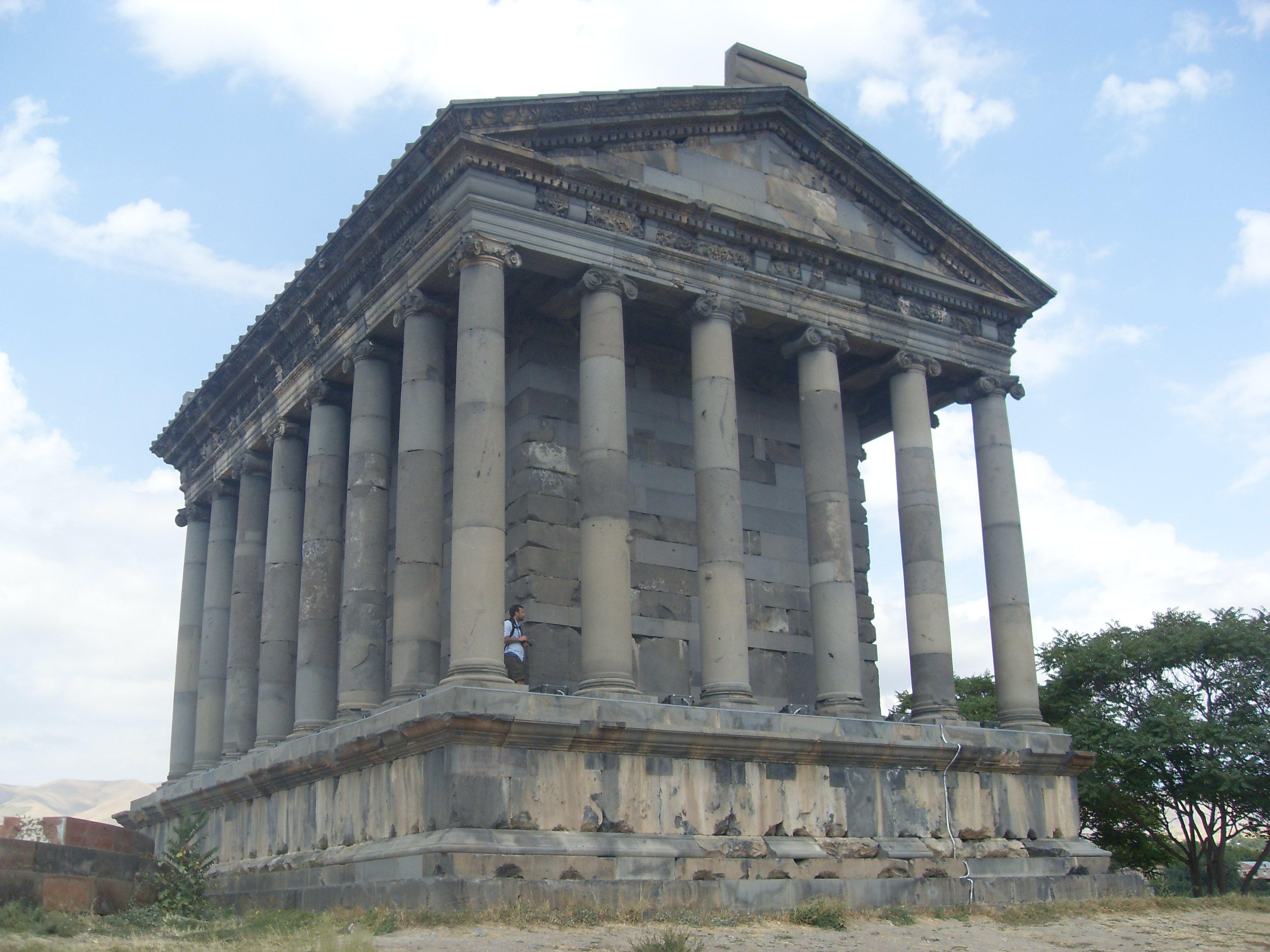
Vue arrière

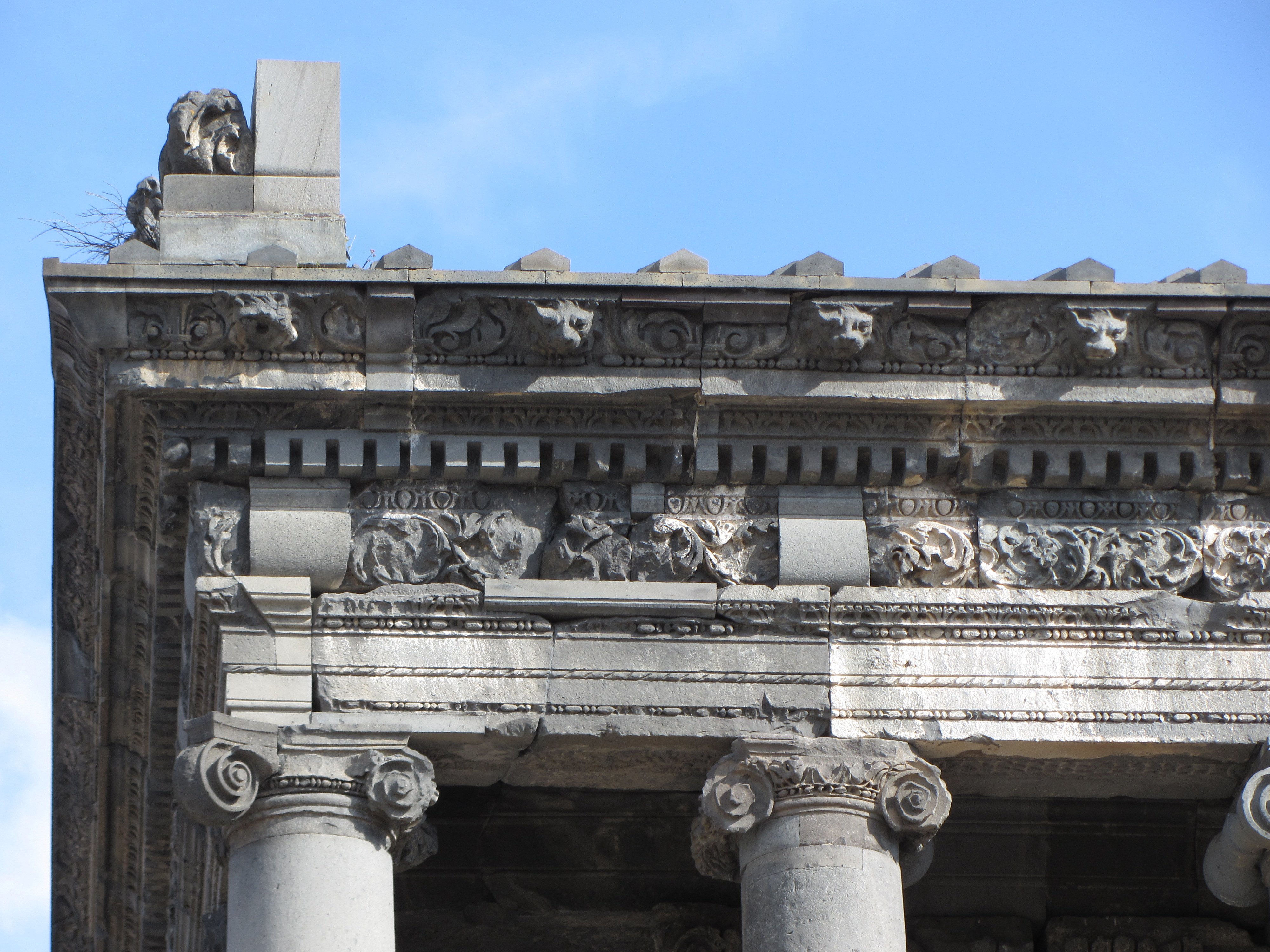
Fragment de frise
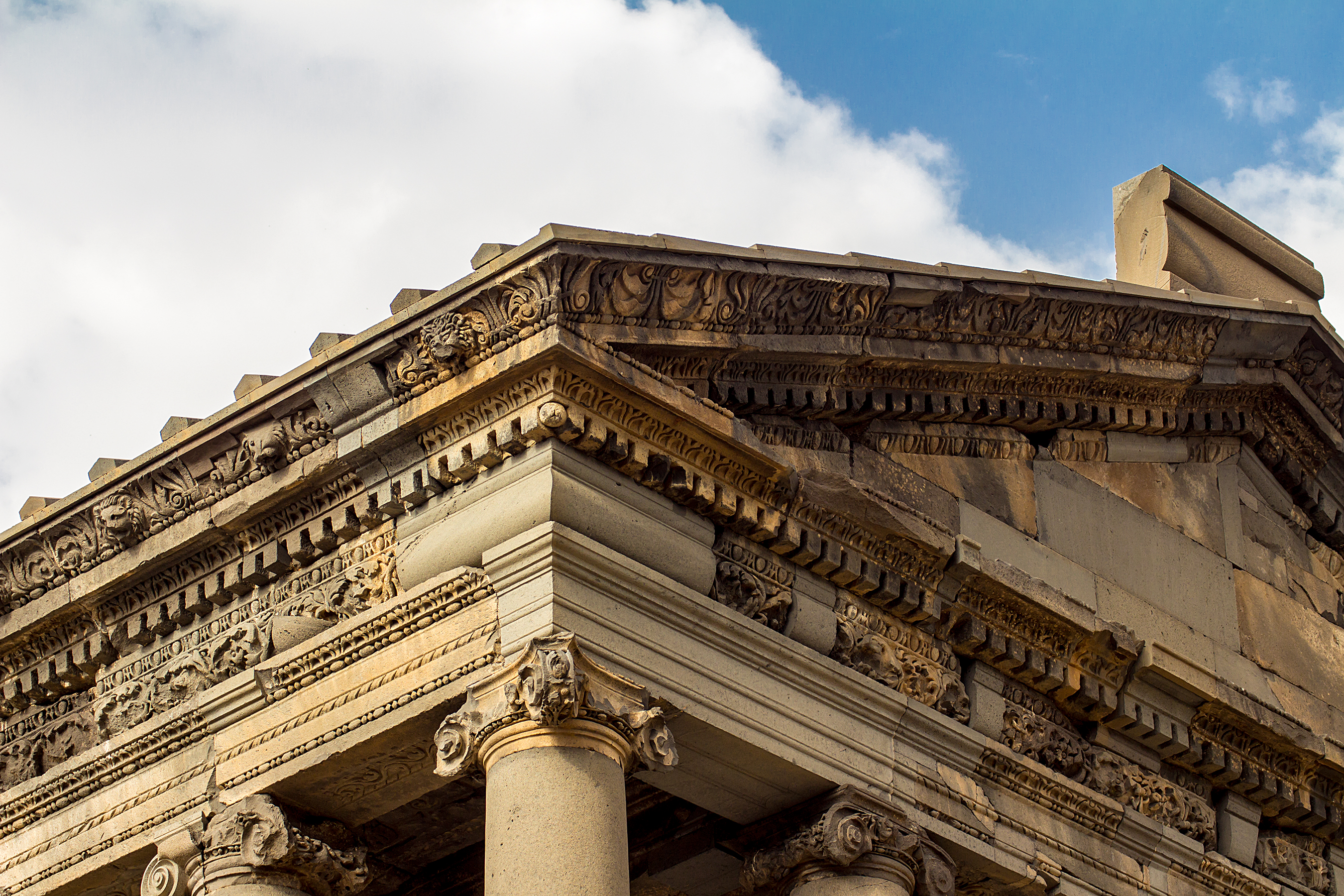
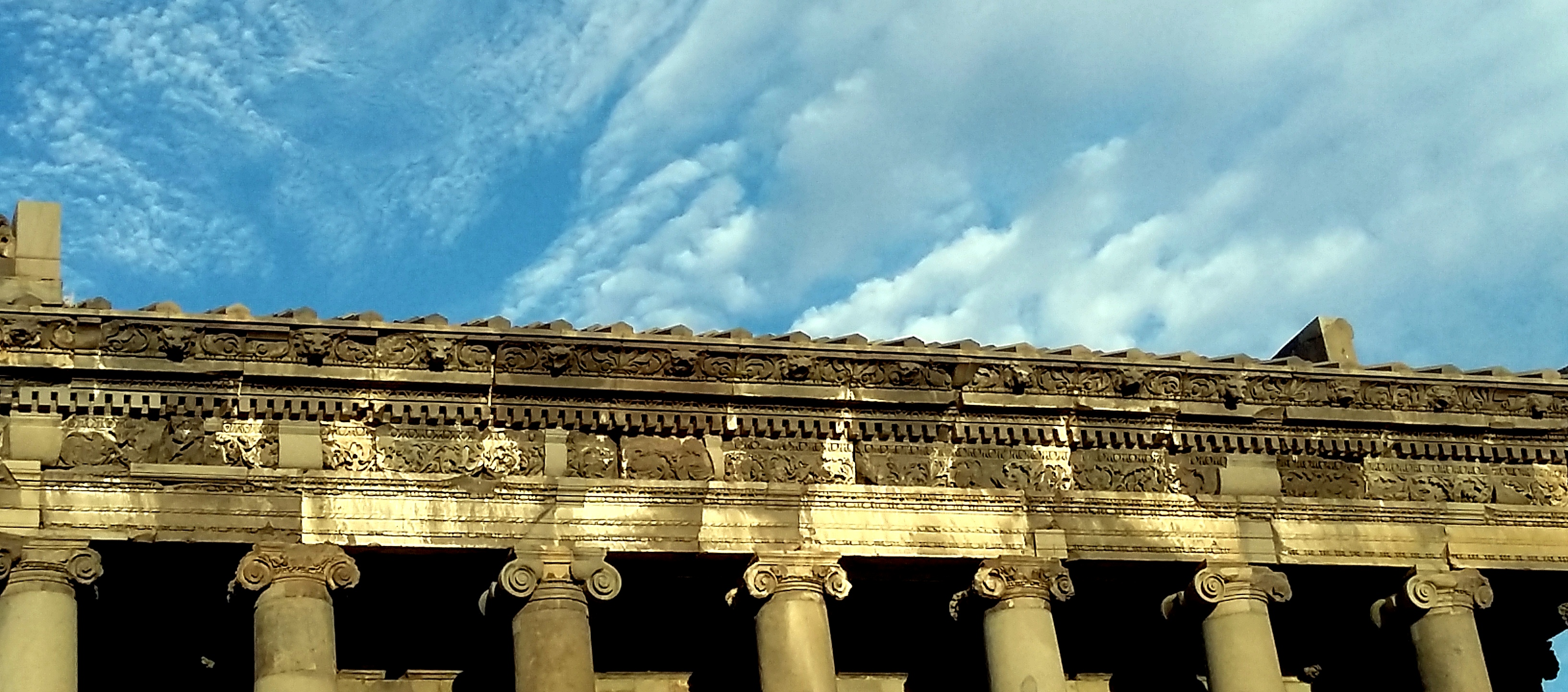

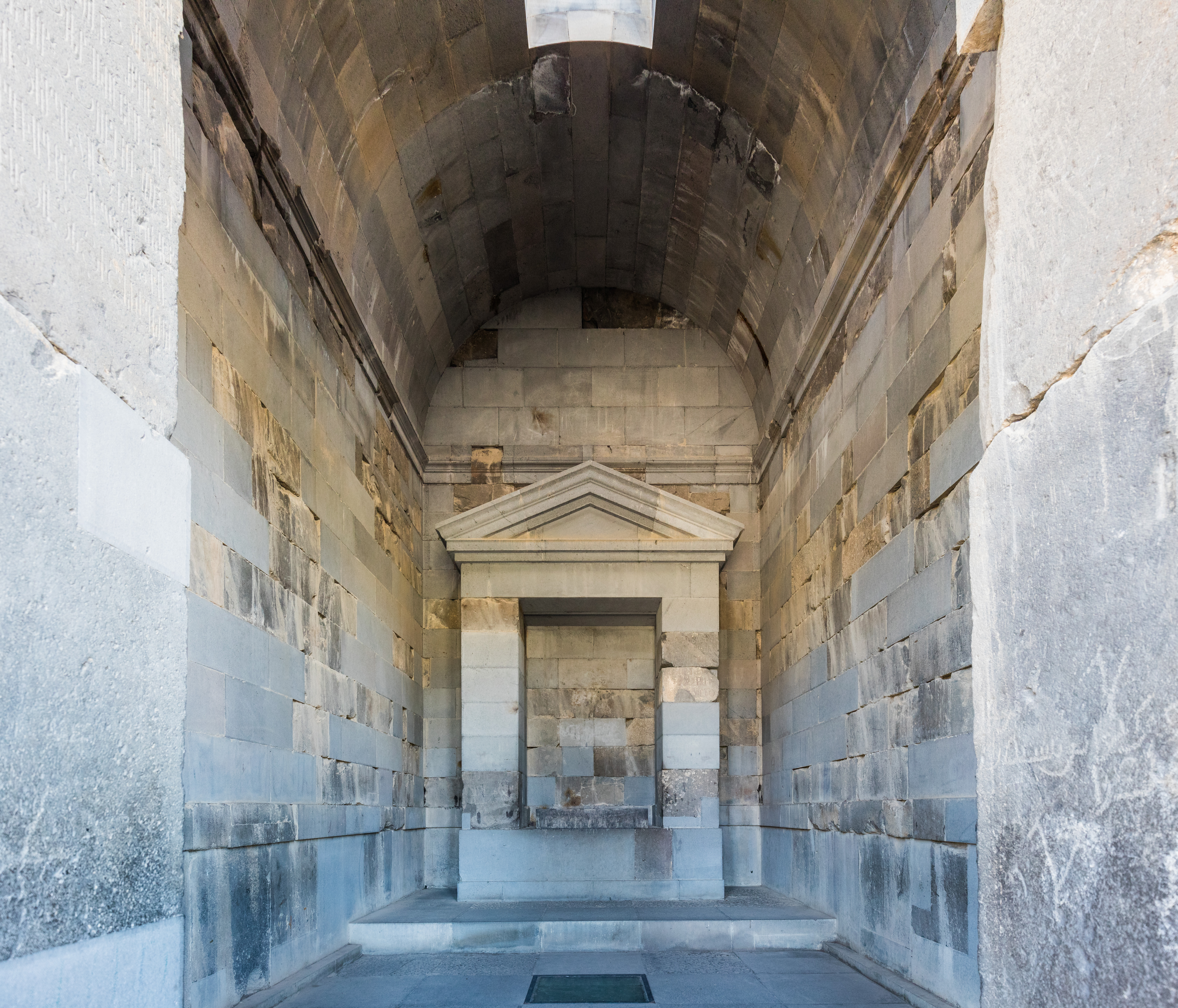
Cella
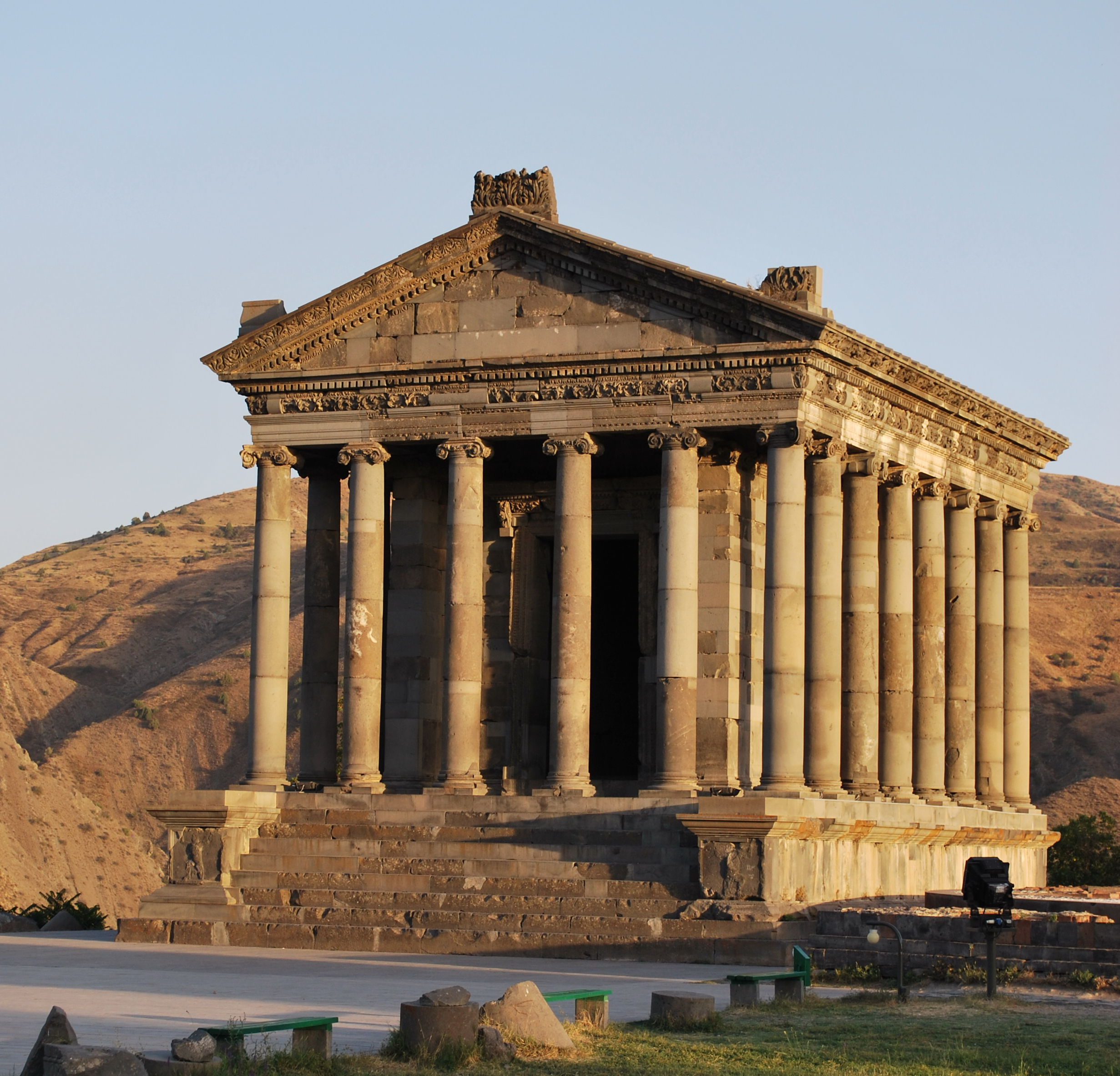
Le temple en 2013
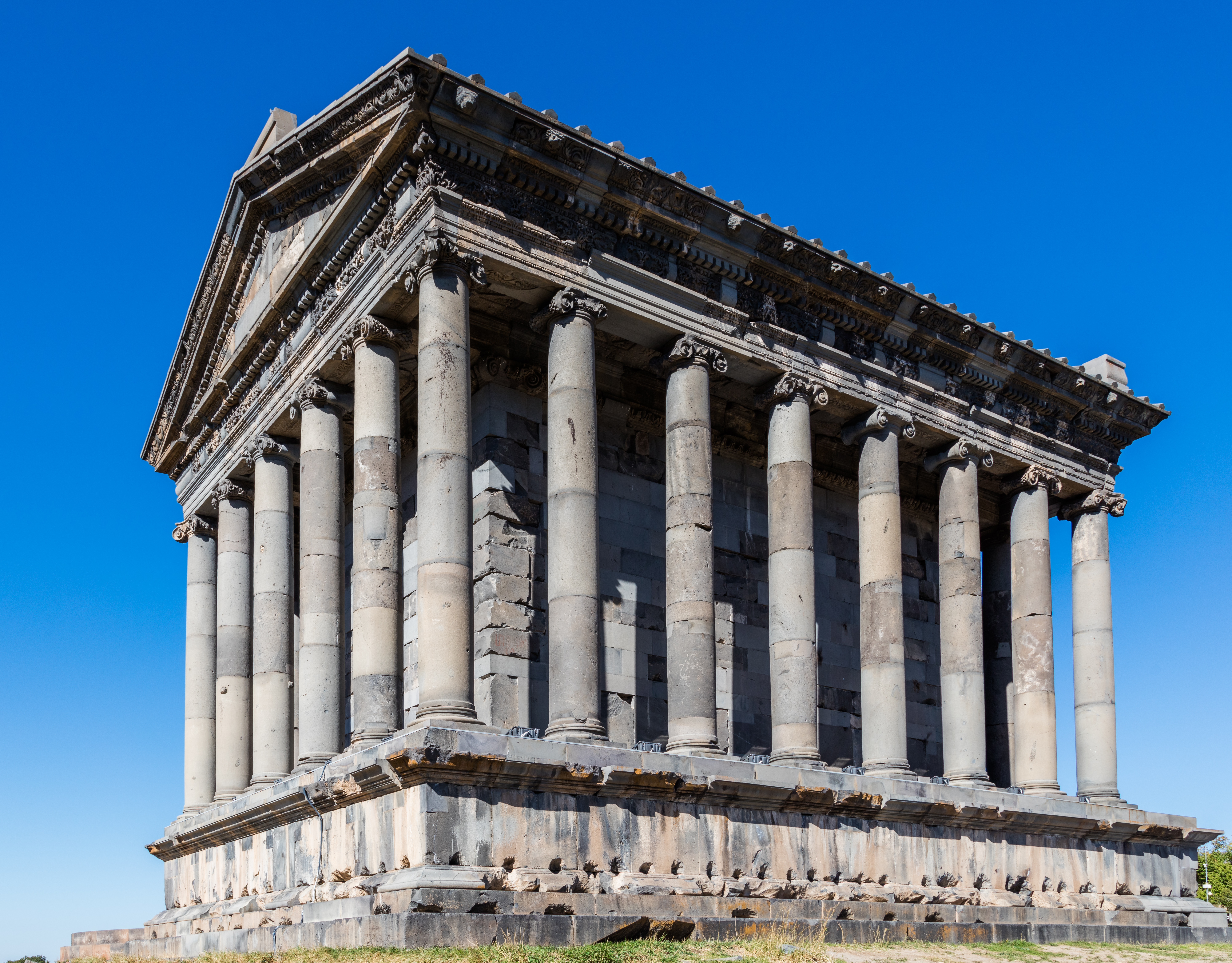
Temple païen et forteresse de Garni
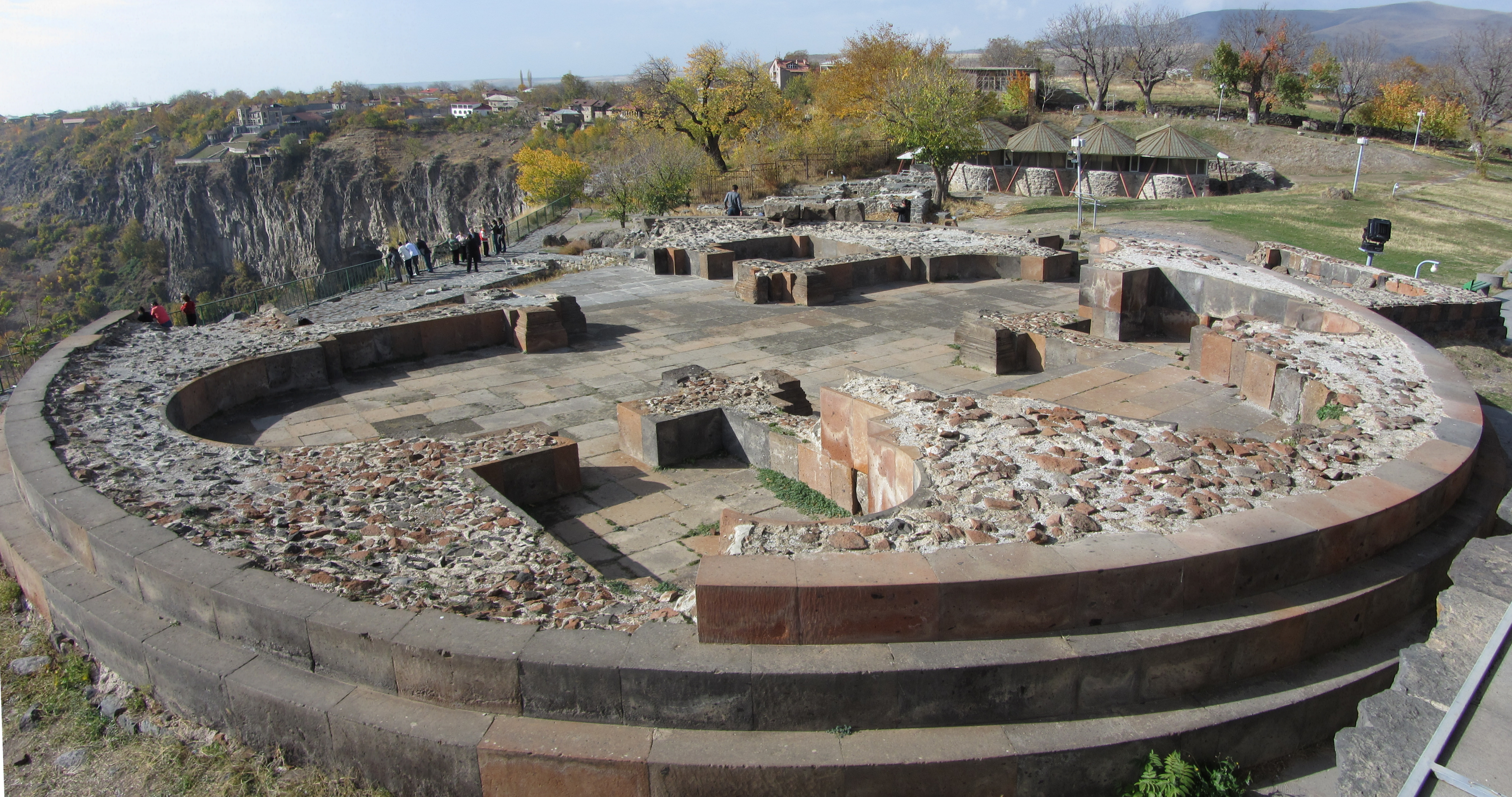
Ruine de l'église de Saint Sion (VII в.)
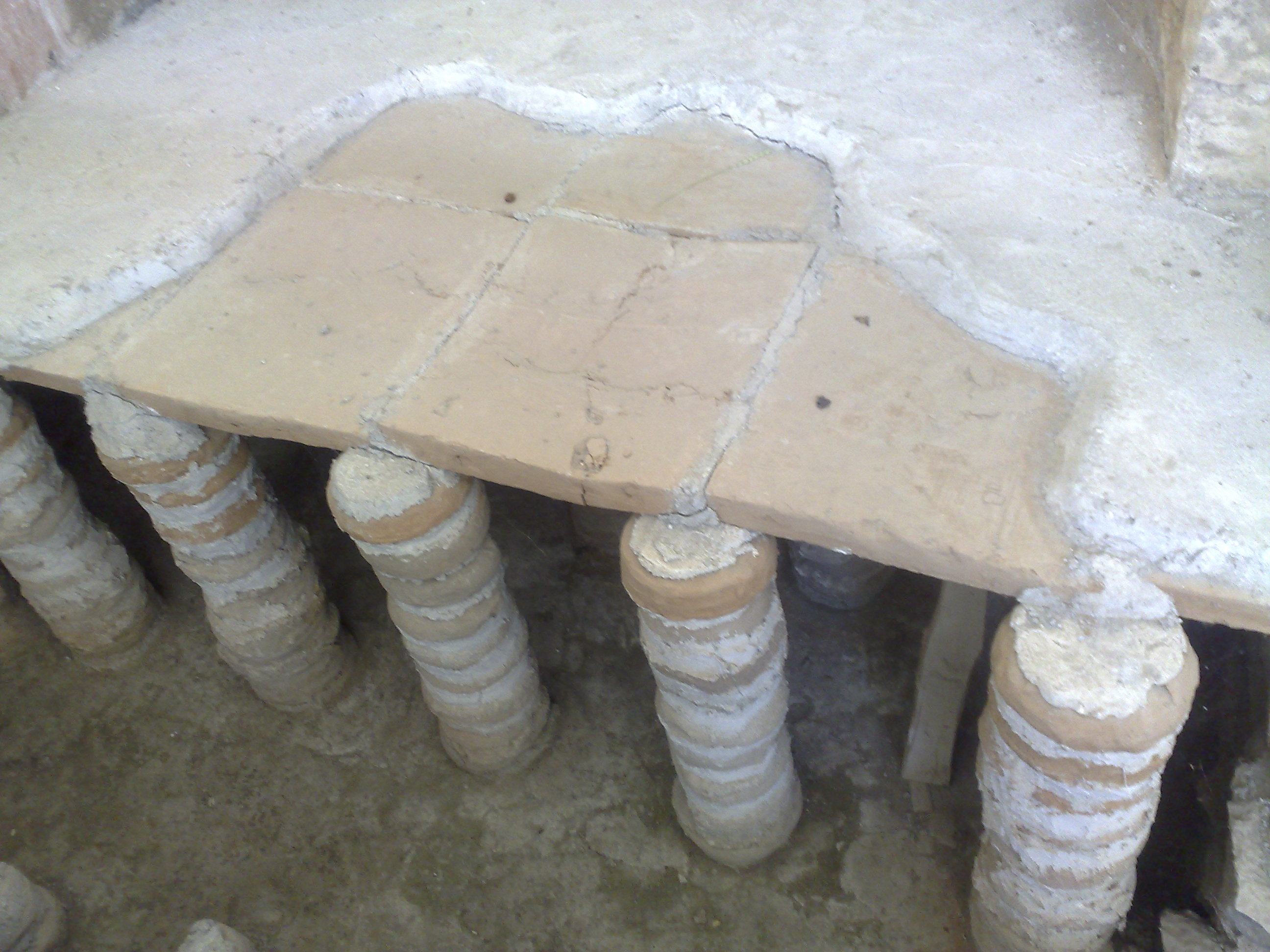
Sous le sol dans les bains
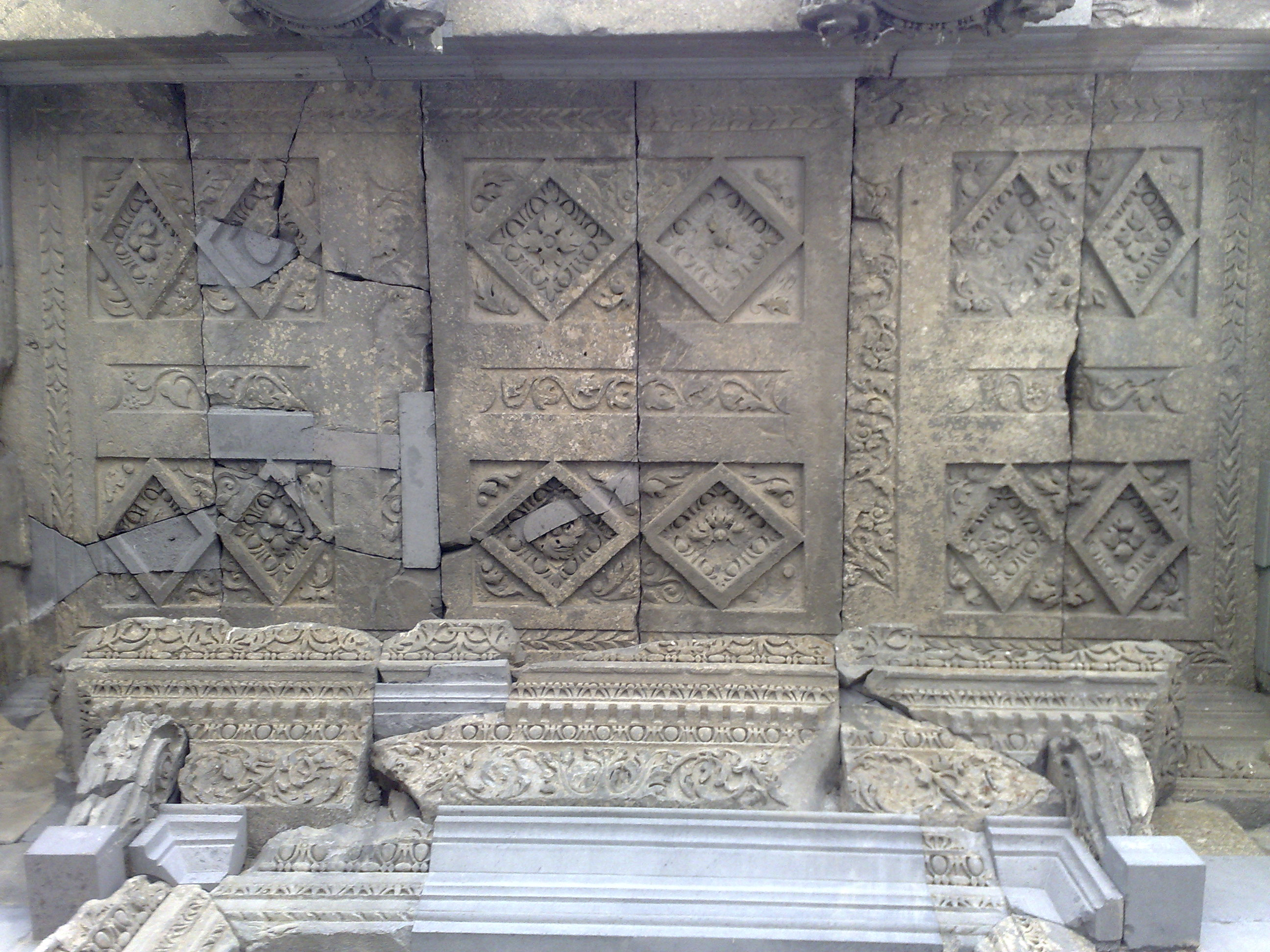
Fragment de décorations
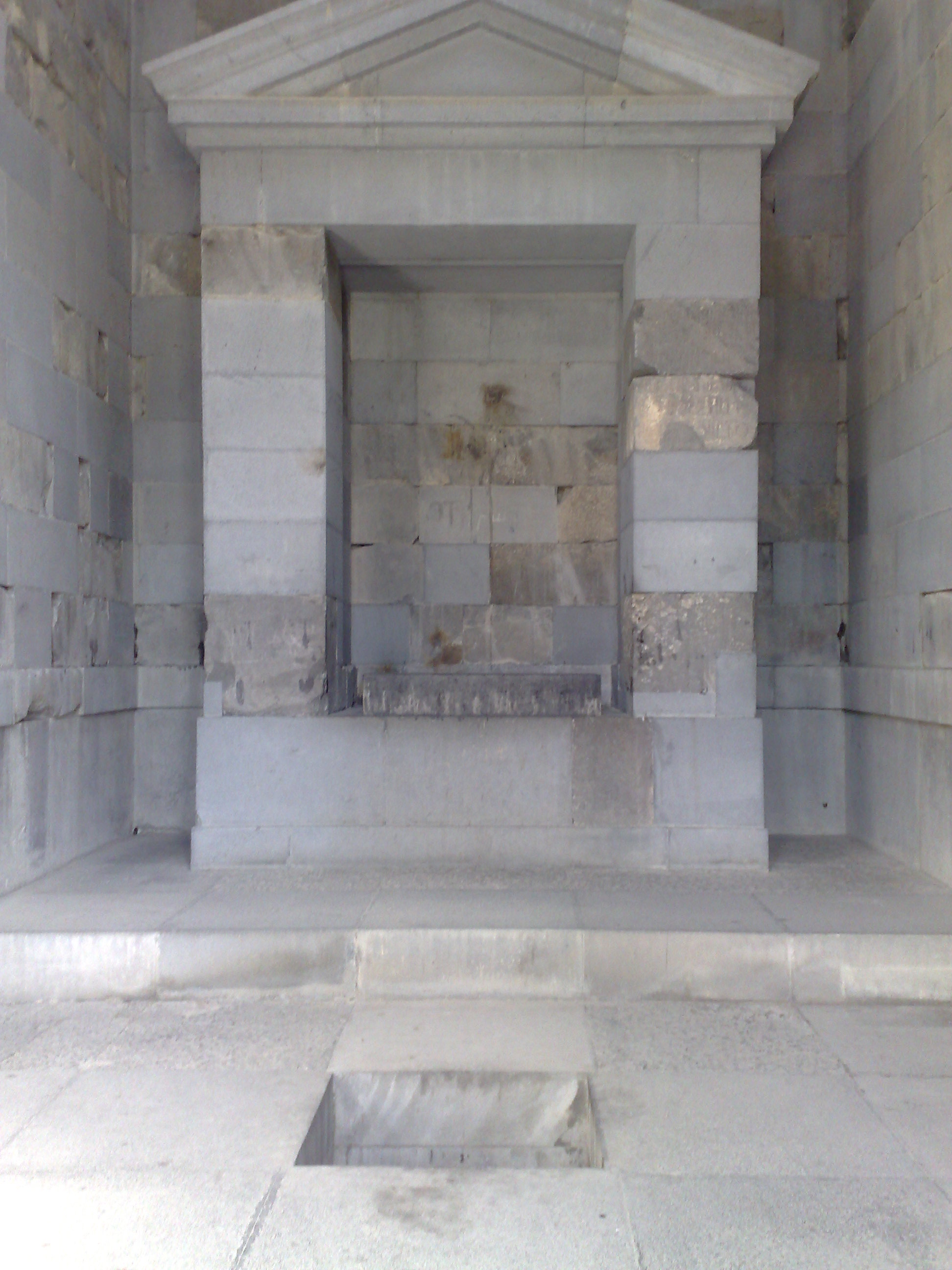
Autel
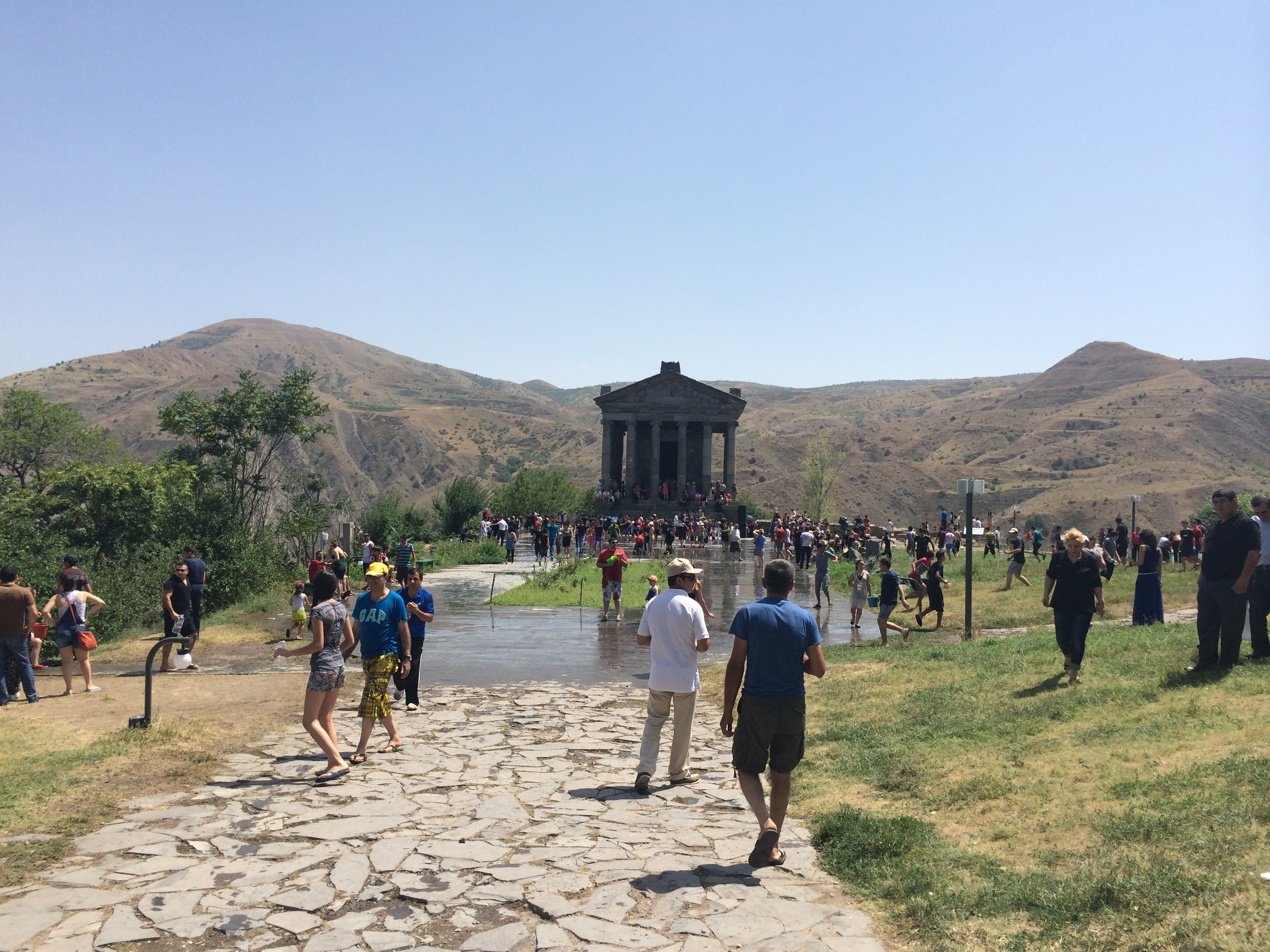
Célébration Vartavar
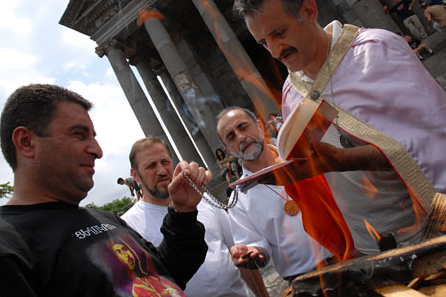
Rituel néo-païen devant le temple
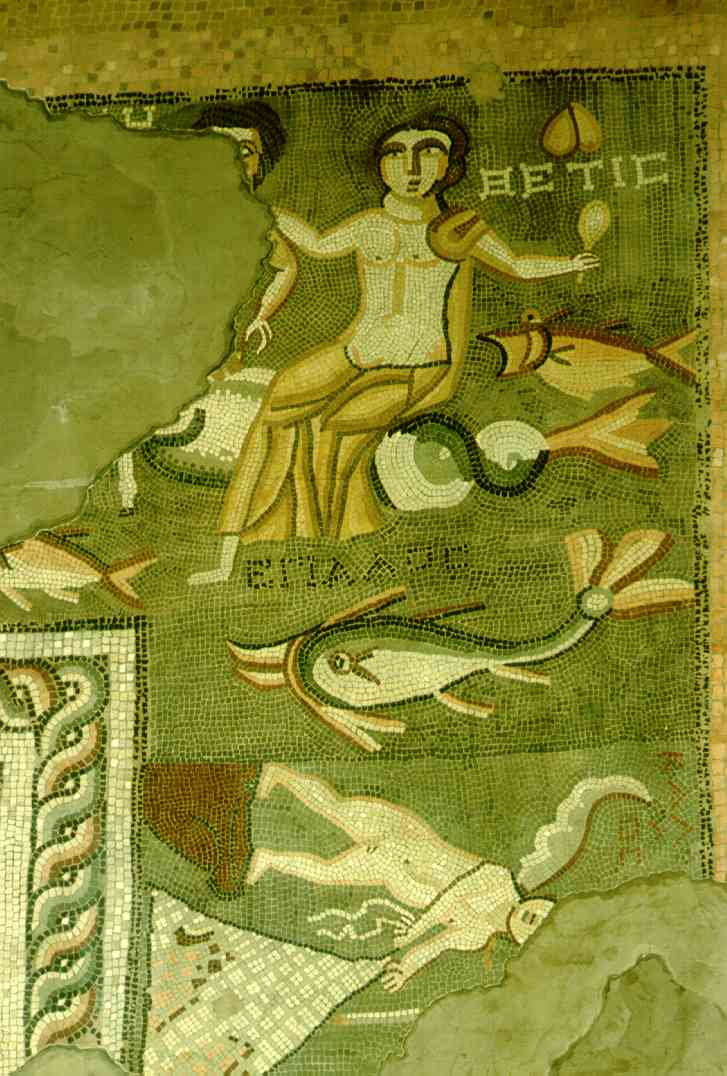
mosaïque dans les bains